# مارغريت برايت لوكاس
مارغريت برايت لوكاس (بالإنجليزية: Margaret Bright Lucas)‏ (14 يوليو 1818 – 4 فبراير 1890) كانت ناشطة في مناهضة شرب الكحول ومناصرةً لحق النساء في الاقتراع. عملت رئيسةً لجمعية النساء البريطانية لمناهضة شرب الكحول (بي دبليو تي أي)، واتحاد مناهضة شرب الكحول المسيحي للنساء في العالم (دبليو سي تي يو)، وفرع بلومزبوري لجمعية المرأة الليبرالية.
شاركت لأول مرة في الشؤون العامة في مناسبة السوق الكبير في مايو 1845 في مسرح كوفّنت غاردن، عندما جُمعت 25,000 جنيه إسترليني لدعم إثارة القوانين المناهضة للذرة، وساعدت بعد ذلك زوجها في مشاريعه العامة المتعددة. في عام 1870، زارت الولايات المتحدة، وعندها بدأت بتنمية اهتمام عميق في إصلاح مناهضة الكحول ومسألة حق النساء في الاقتراع. وانخرطت بعد ذلك في عمل جمعية إبطال تنظيم الدولة للرذيلة، وأصبحت رئيسة جمعية المرأة البريطانية لمناهضة شرب الكحول، والتي كانت واحدةً من مؤسسيها الرئيسيين. كانت خطاباتها السنوية تتسم بجدية عميقة. زارت الولايات المتحدة مرة أخرى عام 1886، لحضور مؤتمر في منيابولس باعتبارها رئيسة دبليو سي تي يو.

## حياتها المبكرة وتعليمها
ولدت مارغريت برايت في 14 يوليو 1818 في روتشديل، لانكشاير. كان والدها جيكوب برايت (1775-1851)، عضوًا في جمعية الأصدقاء، ومالك مصنع قطن؛ ووالدتها؛ زوجته الثانية، مارثا وود (1788-1830).
كانت عضوًا في عائلة كويكر معروفة، أصبح عددٌ من أشقائها العشرة بارزين في السياسية، والنشاط، والإصلاح. من ضمنهم جون برايت، وبريسيلا برايت ماكلارين، وجايكوب برايت. تلقت تعليمها من قبل جمعية الأصدقاء، وعلَّقت: «تقدمت ببطء لأننا ترعرعنا بشكل متشدد وقيل لنا إن «الأطفال يجب أن يُروا لا يُسمعوا«.

## سيرتها المهنية
تزوجت مارغريت من سامويل لوكاس (1811-1865)، ابن عمها، في 6 سبتمبر 1839. كان سامويل من عائلة كويكرية، وتاجرًا في تبادل الذرة من لندن. ذهب الزوجان إلى مانشستر عام 1845، عندما شارك سامويل في مطحنةٍ للقطن. وعادت العائلة إلى لندن عام 1850. أصبحت لوكاس مهتمةً بالسياسية خلال الاحتجاجات المناهضة لقانون الذرة عام 1845. ساعدت زوجها في تنظيم الاجتماعات وجميع التمويلات. حتى وفاة زوجها عام 1865، مع ذلك، بقيت أعبائها الرئيسية ضمن العائلة، بما فيها تربية طفليها، سامويل، أًصم أبكم، وكاثارين. وبحلول عام 1870، تزوج كلا الطفلين، تزوجت كاثارين من جون بّينينغتون ثومسون (عضو برلمان بولتون لاحقًا).

### النشاط السياسي المبكر
بعد تخلصها من واجباتها العائلية، كانت لوكاس حرةً للبحث عن خطة واضحة لتناسب طموحات الكويكر الأخلاقية الخاصة بها. في عام 1870، كانت تعاني من التهاب في الصدر، وشعرت بأنها تحتاج لتغيير المناخ، سافرت إلى هاليفاكس، نوفّا سكوتيا لتزور ابنة عمها، إستر بلاكي. اختلطت لوكاس بسهولة مع مجتمع الإصلاح العابر للأطلنطي الذي تضمن مشاركة قوية من الكويكر. رحَّب العديد من المناصرين لحق الاقتراع وإصلاحيي مناهضة شرب الكحول في شمال شرق الولايات المتحدة بها باعتبارها «شقيقة جون برايت». وبادلتهم لاحقًا نفس مستوى الضيافة عندما جاء الإصلاحيون الأمريكيون إلى بريطانيا.
كانت الزيارة الأمريكية نقطةً محوريةً في مسيرة لوكاس المهنية العامة في مجال مناهضة شرب الكحول. هناك، كانت قادرةً على تجربة «الأفكار والمعاهد المتقدمة لنظام اجتماعي أقل تقييدًا». وهي التأثيرات التي وجدتها «ملائمة». بعد توقيعها على تعهد تجنب الكحول في سن السادسة عشر، انضمت إلى الأخوية الأمريكية المستقلة لفرسان المعبد الصالحين عام 1872، وأصبحت نائب-فارس جديرةً بالاهتمام عام 1874. نظَّم الفرسان الصالحون الجولة البريطانية لـ «الأم» إيليزا ستيوارت، التي قادت مشاركتها في المظاهرات ضد الحانات في حملة النساء إلى تأسيس جمعية النساء البريطانية لمناهضة شرب الكحول (بي دبليو تي أي) عام 1874.

### مناهضة شرب الكحول وحق الاقتراع
تحدثت لوكاس وثومسون في اجتماع في نيوكاسل أبون تاين عام 1876 والتي حفزت تأسيس بي دبليو تي أي وجمعية وايت ريبون. اختيرت لوكاس رئيسةً للبي دبليو تي أي، في عام 1878، ولكنها دعمت أيضًا السلام والنشاطات المناهضة للدعارة، وعملت على اللجان التنفيذية للجمعية الوطنية لحق النساء في الاقتراع والجمعية الوطنية للسيدات لإلغاء قوانين الأمراض المعدية. بقيت رئيسة بي دبليو تي أي حتى وفاتها، لأن اهتمامها الرئيسي كان مناهضة شرب الكحول. في عام 1885، اختار قائد دبليو سي تي يو فرانسيس ويلارد لوكاس لتكون أول رئيسةٍ لدبليو سي تي يو. وشدد هذا على الالتزام العالمي للمنظمة. كنتيجة لذلك، عَبرت لوكاس الأطلنطي مجددًا لتحضر مؤتمر دبليو سي تي يو في منيابولس، الذي رُحب بها فيه بشكل بحرارة.
جسَّدت لوكاس مرحلة مناهضة النساء لشرب الكحول التي رأت قوة الحركة على أنها في المنزل بشكل رئيسي وفي تفوق الفضائل الأخلاقية للنساء. علَّقت في تقريرها السنوي الرابع قائلة: «أعتقد (أن) في الأسرة، لدى النساء قوة أكبر على الرجال، مما لدى الرجال على النساء، في تشجيع الامتناع عن المشروبات المُسكرة». خلال سبعينيات القرن التاسع عشر، قامت بتقييمات محافظة بشكل متزايد لواقع الموقف البريطاني بخصوص الاحتجاج الاجتماعي. لم تكن النساء البريطانيات يضاهين مواكب الحملة الأمريكية. وقد جادلت قائلة: «من غير المرجح أن نستطيع التجول في الشوارع والركوع على أبواب قصور الجن»، لكن بإمكان نساء مناهضة شرب الكحول في بريطانيا عقد والمسيرات والتجمعات. وبإمكانهن تشكيل ضغط أيضًا، وفي عام 1879، قدمت أول عريضة نسوية لصالح إغلاق الحانات أيام السبت إلى مجلس العموم.
بحلول 1883-1884، أصبح واضحا شيئًا فشيئًا أن الفشل العام لتحويل الرجال إلى مناهضة شرب الكحول يتطلب استنتاجًا أكثر راديكالية: «تتنامى لدي قناعة بأنه بينما تُثقف العرائض العمال والناس، فإن هنالك حاجة لشيءٍ أكثر لجعلهم فعالين». وتساءلت قائلة: «ألم يحن الوقت ليصبح واجبًا المطالبة بحق الاقتراع إلى جانب مناهضة شرب الكحول؟»، بالرغم من هذا، بقيت البي دبيلو تي أي مجرد واحدةٍ من المنظمات النسوية لمناهضة شرب الكحول، ولم تدخل فترتها الرئيسية من التوسع إلا بعد وفاتها. وباعتبارها رئيسةً لفرع بلوومزبوري لجمعية النساء الليبرالية، لم تضيع أي فرصة في جميع خطاباتها العامة للتأكيد على حقيقة أن نجاح قانون مناهضة شرب الكحول، يتطلب تصويت النساء.

### وفاتها
توفيت لوكاس بمرض السل في 4 فبراير 1890 في منزلها في لندن، 7 تشاروت ستريت، بلومزبوري، ودُفنت في مقبرة هايغيت مع زوجها.
وصف الأصدقاء والزملاء لوكاس بشكل متنوع على أنها «زوجة بريطانية منزلية»، «محافظة على صحتها، منتصبة وقوية»، «متحدثة جادة»، «طويلة وجليلة». كان لديها كتلة من الشعر الذهبي الجذاب في ستينياتها. حققت البي دبليو تي أي نجاحًا أكبر تحت إدارة خليفتها، السيدة هنري سومرسيت، ولكن في النهاية، كان مصير مناهضة شرب الكحول البريطانية أن تحقق أقل من نظريتها الأمريكية. وقد كانت لوكاس، مع ذلك، رابطًا مهمًا في شبكات الإصلاح النسوية الأنجلو-أمريكية وأيضًا لكونها رائدةً في مجال مناهضة شرب الكحول النسوي البريطاني. في عام 2007، أُدرجت قبور مارغريت وسامويل لوكاس على لائحة هيئة التراث الإنجليزي تكريمًا لعملهم في الحركة المناهضة للعبودية.